# برکسول
برکسول (به انگلیسی: Berkswell) یک روستا و محله مدنی در بریتانیا است که در سالی‌هال واقع شده‌است. برکسول ۳٬۱۳۹ نفر جمعیت دارد.